# Geschiedenis van Heerlen
De geschiedenis van Heerlen gaat terug tot de Romeinse tijd. In de middeleeuwen was het een vrij onaanzienlijke nederzetting. Door de kolenmijnbouw groeide het dorp Heerlen in de eerste helft van de twintigste eeuw explosief tot tweede stad van Nederlands Limburg en centrum van de Oostelijke Mijnstreek.

## Oudste geschiedenis

### Romeinse tijd

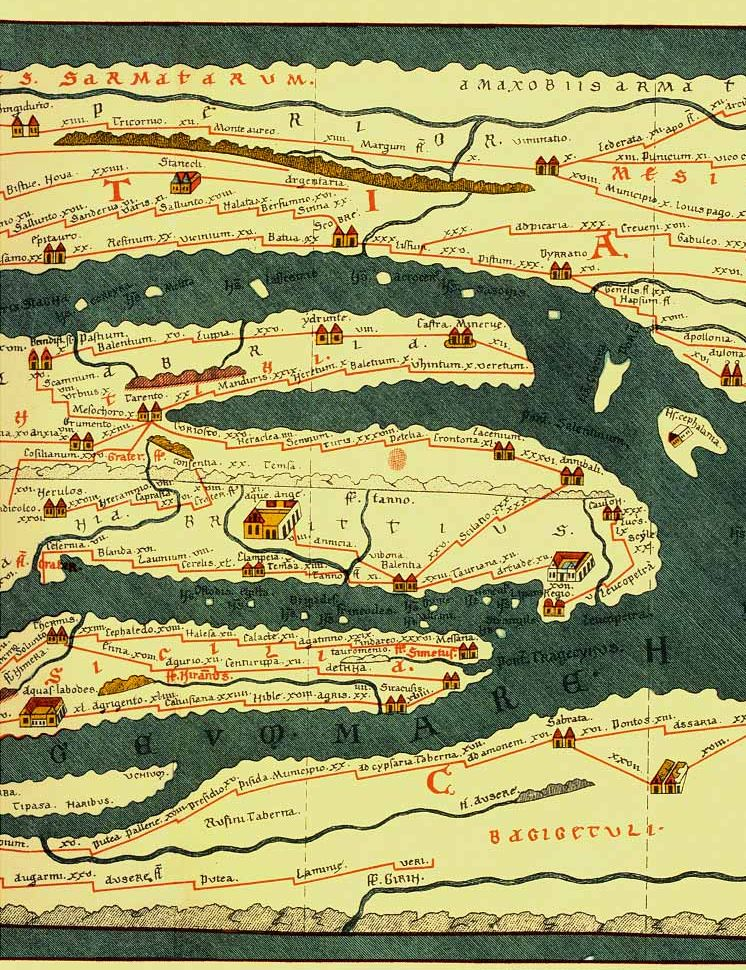
Fragment van de Tabula Peutingeriana

Hoewel er sporen zijn van eerdere bewoning, begon de bewoningsgeschiedenis van Heerlen pas met de komst van de Romeinen. Deze stichtten er 2000 jaar geleden een militaire nederzetting, die zij de naam Coriovallum gaven. De nederzetting ontstond aan het kruispunt van twee belangrijke heerwegen: Boulogne-Keulen en Xanten-Aken-Trier. Volgens sommige etymologen zou de Romeinse naam die de afgelopen eeuwen gehanteerd is, het gevolg zijn van een spelfout zijn en is de correcte naam Cortovallum, zoals vermeld op de Peutingerkaart. Het betekent dan "versterkte hof". Volgens anderen is juist de spelwijze op de Peutingerkaart een kopieerfout. De Romeinen bouwden hier een badhuis, waarvan de restanten te bezichtigen zijn in het Thermenmuseum. Ook vond er veel pottenbakkerswerk plaats. Zo is de naam van de oudst bekende inwoner van Coriovallum bewaard gebleven, doordat hij zijn naam op zijn eigen aardewerk schreef: Lucius Ferenius.

### Middeleeuwen
Rond de tiende eeuw komt in heel Europa de landbouw goed tot ontwikkeling en krijgt Heerlen gestalte door het ontstaan van boerenhoeven en molens langs de dalen van de Caumer-, Schandeler- en Geleenbeek. De oudste schriftelijke vermelding van Heerlen of 'Herle' is in een akte van 1065. Odo, bisschop van Toul, legt daarin enkele schenkingen vast. Een van die schenkingen betreft het allodium Heerlen, in het bisdom Luik. Een andere betreft enige kapellen gelegen in Heerlen en Welten, onderdeel van de moederkerk in Voerendaal. Niet veel later is het allodium Heerlen in het bezit van de graven van Are-Hochstaden (Burg Are).

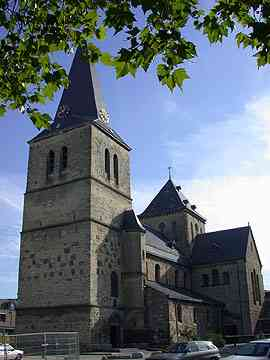
Pancratiuskerk

Dirk I van Are, een neef van Odo van Toul, maakte Heerlen kerkelijk los van Voerendaal en verkoos Sint-Pancratius als kerkpatroon. De graven van Are waren de bouwers van de Schelmentoren rond de 12e en 13e eeuw en de Pancratiuskerk rond de 11e eeuw en ze lieten een omgrachte vesting bouwen met een walmuur rond 1274 (later aangeduid als Landsfort Herle). Door deze versterking kreeg Heerlen enige publiekrechtelijke vrijheden waardoor het een andere status had dan het omringende platteland. Voerendaal, Hoensbroek, Schaesberg en Nieuwenhagen behoorden tot het bestuurlijke 'Land van Herle'.
In 1244 kwam Heerlen onder gezag van de hertogen van Brabant. In de tweede helft van de veertiende eeuw werd het onderdeel van het Land van Valkenburg. Hoensbroek werd in 1388 van Heerlen afgesplitst en als heerlijkheid overgedragen aan de heren van Hoensbroeck. In de 15e en 16e eeuw maakte het deel uit van een fortenlinie die door Brabant-Bourgondië was opgebouwd. Deze fortenlinie moest de expansiedrift van vorsten uit het Rijnland tegengaan.

### Vroegmoderne tijd
Schaesberg kreeg in 1619 een zelfstandige rechtspraak onder de graaf van Schaesberg. Bij de Vrede van Münster in 1648 was het Land van Valkenburg nog niet verdeeld tussen Spanje en de nieuwe Republiek der Verenigde Nederlanden: Pas in 1661, dertien jaar na het beëindigen van de Tachtigjarige Oorlog, werden in het Partagetraktaat Heerlen, Nieuwenhagen en Voerendaal ingedeeld bij Staats-Overmaas, terwijl Schaesberg en Hoensbroek bij de Spaanse Nederlanden werden ingedeeld. Uit deze eeuw stammen gebouwen als de Weltermolen, Oliemolen, Schandelermolen, Eyckendermolen, Caumermolen (alle watermolens), kasteel Terworm en Huis De Doom.

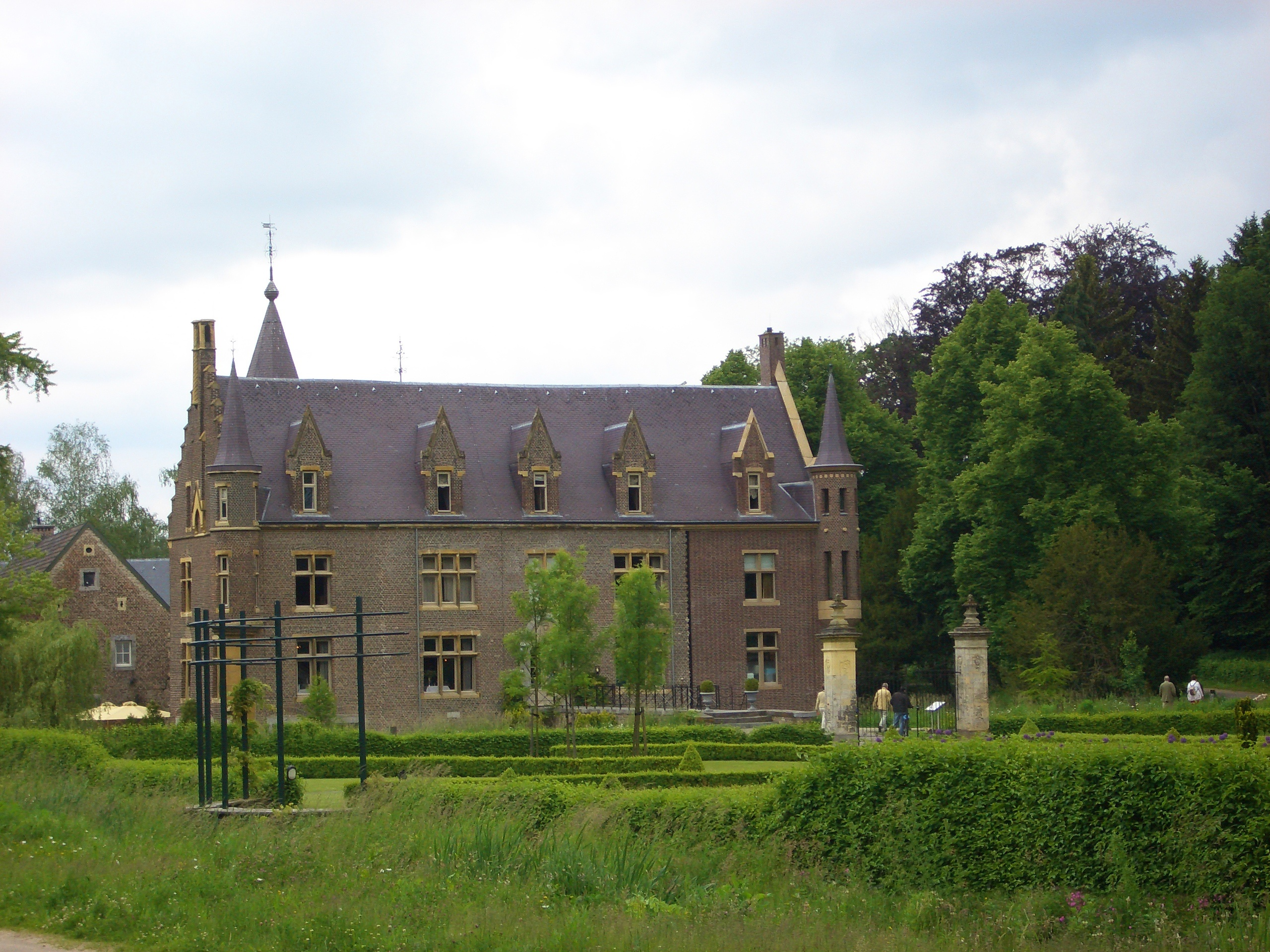
Kasteel Terworm, oorspronkelijk uit de 15e eeuw, maar in huidig aanzien grotendeels uit 1891

In 1793 maakten de Fransen een eind aan de versnippering van het land. Zij veroverden Heerlen en in 1795 stonden de Staten-Generaal het gebied definitief aan Frankrijk af.

## Moderne geschiedenis

### Negentiende eeuw
In 1814 werd Heerlen onderdeel van het Koninkrijk der Nederlanden. Bij de Belgische Revolutie in 1830 sloot het zich echter bij het Koninkrijk België aan, om in 1839 toch weer onder Nederlands gezag te komen.
In de 19e eeuw was Heerlen een tamelijk geïsoleerd dorp. Hoofdmiddel van bestaan was de landbouw, goede aan- en afvoerwegen ontbraken. Wilde men met de trein reizen, dan moest men eerst te voet naar Simpelveld (de spoorlijn Aken - Maastricht, geopend in 1853) of Sittard (de spoorlijn Maastricht - Venlo, geopend in 1865). Men kon ook met de postwagen gaan naar Valkenburg, Sittard of Aken. Pas in 1896 kwam de spoorlijn Sittard - Herzogenrath via Heerlen tot stand, welke werd aangelegd door de spoorwegbouwer Henri Sarolea, die later met de gebroeders Carl en Friedrich Honigmann de directie zou voeren van de Oranje-Nassaumijnen.
Die spoorlijn was dringend gewenst in verband met de exploitatie van steenkool. In 1894 was al begonnen met de aanleg van de Oranje-Nassaumijn I (1899-1974), die vijf jaar later in productie ging.

### Twintigste eeuw
Op Heerlens grondgebied kwamen in de twintigste eeuw nog drie mijnen: de Oranje-Nassau III (1917-1973) te Heerlerheide, Oranje-Nassau IV (1927-1966) te Heksenberg en Staatsmijn Emma (1911-1973) in Treebeek (destijds grondgebied van de gemeente Heerlen).

De bevolking nam in korte tijd explosief toe, van een dorp met 6646 inwoners in 1900 tot een stad van 32.263 inwoners in 1930. Voor al deze mensen uit binnen- en buitenland moesten huizen, scholen, winkels en een ziekenhuis gebouwd worden en wegen worden aangelegd, dat alles in zeer korte tijd. Het is daarom niet verwonderlijk dat nog maar weinig historische gebouwen bewaard zijn gebleven. In de grote verandering van dorp tot stad vond men ze niet meer passen in een modern stadsbeeld en dus werden ze gesloopt. In 1935 kwam een zeer befaamd geworden gebouw gereed, het Glaspaleis van opdrachtgever en lokale winkelier Peter Schunck. 

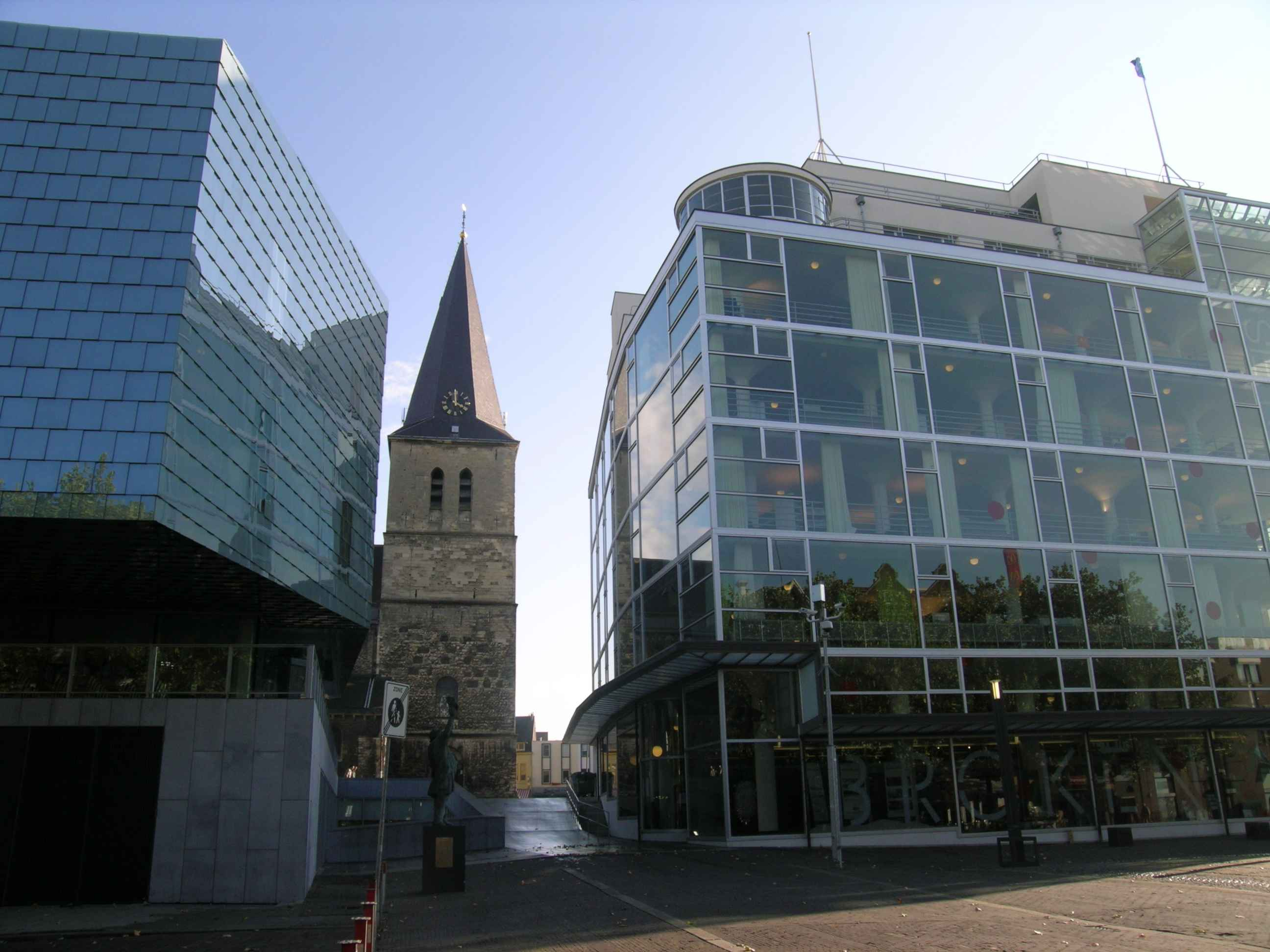
Het hart van Heerlen, met het Glaspaleis (rechts), de Pancratiuskerk en Muziekschool

Beeldbepalend voor Heerlen in de mijnbouwperiode waren de hoge schoorstenen bij de steenkolenmijn. Deze waren van grote afstand zichtbaar en werden in de volksmond aangeduid als Lange Jan (1938, 138 meter) en Lange Lies (1953, 155 meter).
In 1958 ging Palemig over van de gemeente Schaesberg naar de gemeente Heerlen.
De ontdekking van aardgas in Slochteren in 1959 maakte de mijnbouw onrendabel. Daar kwam bij dat uit Noord-Amerika verscheepte kolen goedkoper waren dan de Nederlandse. Op 17 december 1965 kondigde de minister van Economische Zaken Joop den Uijl in de Stadsschouwburg van Heerlen de sluiting aan van de Limburgse mijnen. Op 31 december 1974 sloot de Oranje Nassaumijn I als laatste. De gebouwen werden gesloopt; de sloop van de Lange Jan op 21 augustus 1976 ging fout, hij viel de verkeerde kant op, boven op een administratiegebouw. Op het terrein van de Oranje Nassau I werden de kantoren van het CBS gebouwd. In 1969 was ook het ABP al van Den Haag naar Heerlen verhuisd.
In 1982 werden de gemeenten Hoensbroek en Heerlen samengevoegd.

### Eenentwintigste eeuw

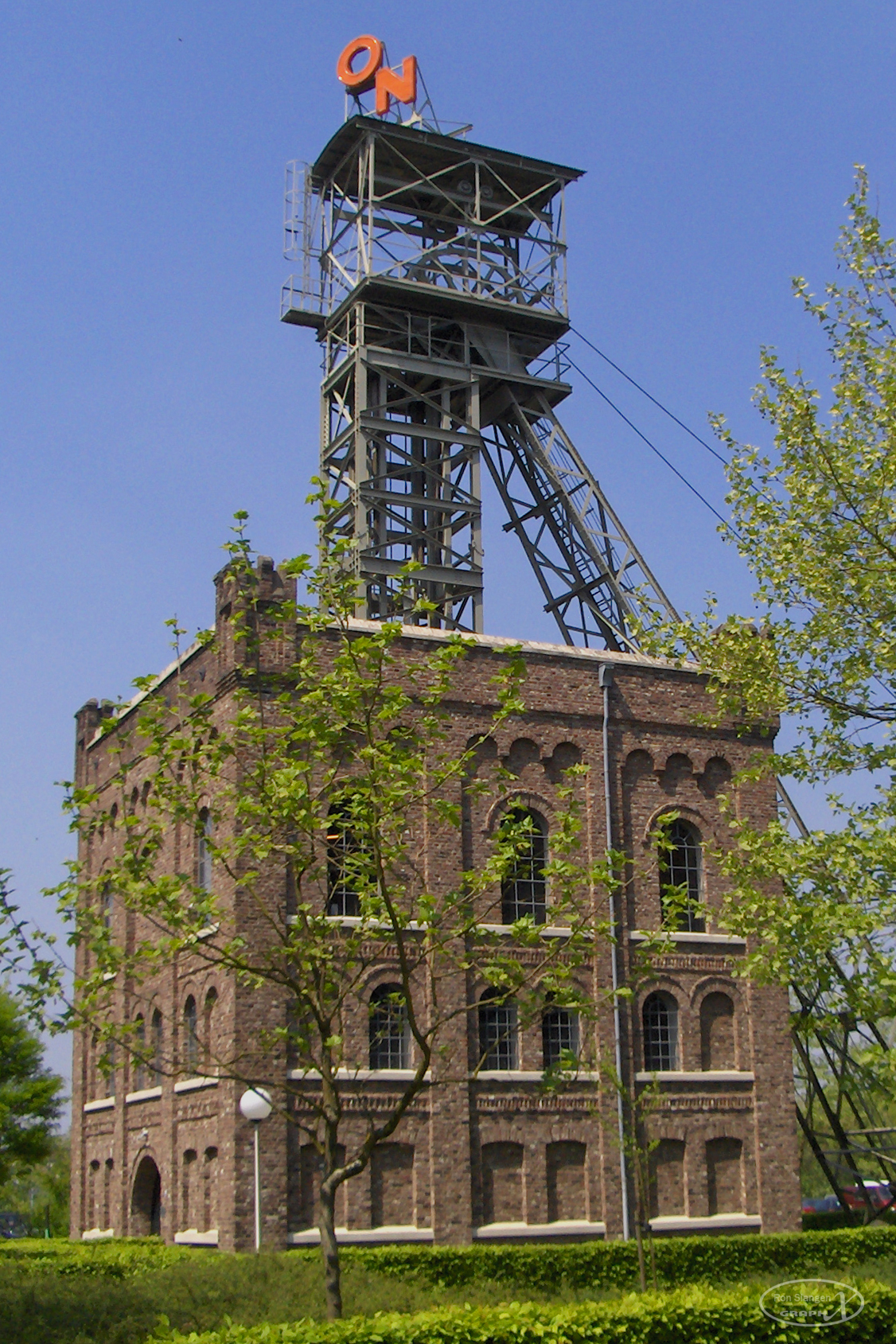
Schachtgebouw ON I nu Mijnmuseum

Nog maar weinig herinnert aan het steenkoolverleden van de stad. De steenbergen zijn afgegraven en veranderd in woonwijken of parken, de koeltorens en grote schoorstenen zijn gesloopt. Het schachtgebouw van de Oranje-Nassau I is nog het meest in het oog springende en directe overblijfsel en in gebruik als Nederlands Mijnmuseum. Ook de wijken die in de jaren voor de Tweede Wereldoorlog zijn aangelegd getuigen van die markante periode uit Heerlens geschiedenis. De enige in Nederland overgebleven steenberg in originele staat ligt aan de rand van de Brunssummerheide, maar wordt 'bedreigd' met afgraving, omdat er kostbaar zilverzand onder ligt.
Wel zijn nog hier en daar in Heerlen markante gebouwen bewaard gebleven die herinneren aan de tijd dat Heerlen en de Oostelijke Mijnstreek een groeigebied was. Na jaren van verval en restauratie is het Glaspaleis in 2004 weer in gebruik genomen, nu als cultureel centrum. Het gebouw staat midden in de stad, omgeven door de drie centrale pleinen: de Bongerd (Markt), het Kerkplein en Emmaplein (thans Pancratiusplein). Het is een nationaal monument en volgens een klassering van de Union of International Architects een van de duizend belangrijkste 20e-eeuwse gebouwen ter wereld. Daarnaast hebben het gebouw en de restauratie vele onderscheidingen ontvangen. Een van de aspecten waarin het zijn tijd ver vooruit was, is het energiegebruik. Al snel na de ingebruikname bleek dat de geïnstalleerde verwarming zelfs in de winter niet nodig was, omdat het als een broeikas werkt. Destijds was het gebouw het symbool van het opgaan van Heerlen in de vaart der volkeren en tegenwoordig is het het symbool van een gehoopte wedergeboorte na de bloeitijd van de mijnindustrie.
De massale immigratie in de mijnwerkerstijd heeft ertoe geleid dat de gemeenschap van Heerlen ingrijpend veranderd is. Andere Limburgers merken dit vooral aan de spraak: nergens anders in Nederlands Limburg neemt het plaatselijk dialect zo'n marginale plaats in, al is het Heerlens niet verdwenen. Het Nederlands dat er gesproken wordt is echter sterk door het Limburgs beïnvloed; zie het artikel Heerlens Nederlands.

## Wapen
Sinds de samenvoeging met Hoensbroek in 1982 toont het wapen van de gemeente een samenstelling van I (links) de rode leeuw van het oude Hertogdom Limburg in de versie van de heren van Valkenburg (1288-1381), met II (rechts) het gemeentewapen van Hoensbroek, zijnde de zwarte leeuw op een zilveren veld met rode horizontale balken van de familie Van Hoensbroeck, naar wie de voormalige gemeente en het huidig stadsdeel Hoensbroek is genoemd. Door deze samenvoeging zijn Heerlen en Hoensbroek weer 'terug bij af', nadat ze zes eeuwen gesplitst waren.

## Musea en belangrijke historische bouwwerken
- Thermenmuseum
- Sint-Pancratiuskerk
- Schelmentoren
- Kasteel Hoensbroek
- Nederlands Mijnmuseum
- Glaspaleis